# Caecilia subnigricans
Caecilia subnigricans és una espècie d'amfibi de la família Caeciliidae que habita a Colòmbia i Veneçuela en boscos tropicals o subtropicals secs o humits i a baixa altitud, plantacions, jardins rurals i zones prèviament boscoses ara molt degradades.